# 益田一
益田 一（ますだ はじめ、1921年6月18日 - 2005年12月8日）は、日本の写真家、魚類研究家。

## 人物
1921年に東京で生まれる。慶應義塾大学文学部独文科卒業。
1960年代以降水中写真家として活動し、多くの魚類図鑑を刊行した。益田海洋生物研究グループを結成して活動。当時としては画期的なカラー写真による生態観察の成果を次々と発表し、海洋関係の学会に新風を吹き込んだ。
1964年、伊豆海洋公園（静岡県伊東市）に伊豆海洋公園ダイビングセンターを設立、所長を務めた。また、東海大学の海洋学部アクアラング訓練所を改称し、潜水訓練センターを設立（1985年閉鎖）。1974年、株式会社益田海洋プロダクションを設立し、代表取締役会長を務めた。伊豆海洋公園での活動中、中村宏治、小林安雅、瓜生知史などの水中写真家・著述家達に大きな影響を与えた。また日本で初めて、自らが水中に入り、魚を観察する「フィッシュウォッチング」を一般ダイバーに提唱し、日本の海洋自然観察運動の礎となった。
2005年12月8日、脳梗塞のため死去。

## 著作
- 『補訂版 海水魚』 東海大学出版会、1984年
- 『海中図鑑 伊豆の海水魚』 東海大学出版会、1989年
- 『海洋生物ガイドブック』 東海大学出版会、1999年

## 共著
- 『日本の海洋動物』畑正憲文 学習研究社、1969年
- 『続 日本の海洋動物』畑正憲文 学習研究社、1970年
- 『海底の神秘』内田亨,広崎芳次,益田一,益田一海洋生物研究グループ (著) 毎日新聞社 1971
- 『カラー 海の生きもの― 魚類』岡田弥一郎、益田一海洋生物研究グループ　山と渓谷社  (山渓カラーガイド)1971
- 『カラー 海の生きもの―海岸動物』鈴木克美、 益田一海洋生物研究グループ 山と渓谷社 (山渓カラーガイド〈54〉)1972
- 『海』 畑正憲文・構成,益田海洋グループ写真 1972. (ちくま少年図書館 別巻2)
- 『日本列島の魚―Sea fantasy』阿部宗明、 益田一海洋生物研究グループ 毎日新聞社 1972
- 『日本産魚類生態大図鑑』（小林安雅共著） 東海大学出版会、1994年
- 『世界の海水魚 太平洋・インド洋編』（ジェラルド・R・アレン共著） 山と溪谷社、1987年
- 『Fish watching guide 伊豆』（瀬能宏共編） 海游舎、1999年